# کمترین خاک‌ورزی
کمترین خاک‌ورزی (به انگلیسی: Minimum tillage) یک سیستم حفاظتی خاک مانند خاک‌ورزی نواری با هدف حداقل دستکاری خاک لازم برای تولید محصول موفق است. این روش خاک‌ورزی است که برخلاف خاک‌ورزی فشرده که با استفاده از گاوآهن ساختار خاک را تغییر می‌دهد، خاک را برگردان نمی‌کند. در روش کمترین خاک‌ورزی از خاک‌ورزی اولیه به طور کامل پرهیز می‌شود و تنها خاک‌ورزی ثانویه به اندازۀ کمی انجام می‌شود. کمترین خاک‌ورزی شامل شیوه‌هایی مانند حداقل شیار زدن، استفاده از کود آلی، استفاده از روش‌های بیولوژیکی برای کنترل آفات و کمترین استفاده از مواد شیمیایی است.